# Baabda (distrikt)
Caza de Baabda (arabiska: قضاء بعبدا) är ett distrikt i Libanon.   Det ligger i guvernementet Libanonberget, i den centrala delen av landet, 17 kilometer öster om huvudstaden Beirut.
Omgivningarna runt Caza de Baabda är i huvudsak ett öppet busklandskap. Runt Caza de Baabda är det ganska tätbefolkat, med 192 invånare per kvadratkilometer.